# أوستريا كلاغنفورت
نادي أوستريا كلاغنفورت الرياضي (بالألمانية: Sportklub Austria Klagenfurt) هو نادي كرة قدم نمساوي من مدينة كلاغنفورت يلعب حالياً في الدوري النمساوي، تأسس النادي عام 1920.